# DeRay Mckesson
DeRay Mckesson (sinh ngày 9 tháng 7 năm 1985) là một nhà hoạt động dân quyền người Mỹ, podcaster, và cựu quản trị viên trường học. Một người ủng hộ phong trào Black Lives Matter, ông đã tích cực tham gia các cuộc biểu tình ở Ferguson, Missouri, và Baltimore, Maryland và trên các phương tiện truyền thông xã hội như Twitter và Instagram. Mckesson cũng đã viết cho HuffPost và The Guardian. Cùng với Johnetta Elzie, Brittany Packnett và Samuel Sinyangwe, Mckesson đã phát động Chiến dịch Zero, một nền tảng chính sách để chấm dứt bạo lực cảnh sát. Ông hiện là một phần của Crooking Media và tổ chức một podcast, Pod Save the People.
Vào ngày 3 tháng 2 năm 2016, Mckesson tuyên bố ứng cử vào cuộc bầu cử thị trưởng Baltimore năm 2016. Ông kết thúc với 3,445 phiếu (2,6%), đứng thứ sáu trong chính đảng Dân chủ vào ngày 26 tháng 4.
Mckesson là tác giả của On the Other Side of Freedom: The Case for Hope, một cuốn hồi ký về cuộc đời và thời gian của ông với tư cách là người tổ chức Black Lives Matter.

## Tuổi thơ, giáo dục và sự nghiệp
Mckesson là một nhà tổ chức ở Thành phố Baltimore khi còn là một thiếu niên, đáng chú ý là Chủ tịch của Giới trẻ Tài nguyên, tổ chức cấp tiền do thanh niên lãnh đạo ở Baltimore. Ông học trường trung học Catonsville nơi ông tốt nghiệp năm 2003. Sau đó ông tiếp tục học tại Bowdoin College, nơi ông từng là chủ tịch của chính phủ học sinh và lớp của ông và tốt nghiệp năm 2007 với bằng chính phủ và nghiên cứu pháp lý.
Sau khi tốt nghiệp Mckesson bắt đầu sự nghiệp giáo dục của mình bằng cách làm việc cho Dạy cho Mỹ trong hai năm tại một trường tiểu học ở thành phố New York. Mckesson sau đó làm trợ lý đặc biệt trong văn phòng thủ đô của Trường Công lập Thành phố Baltimore, cho Khu Thiếu nhi của Harlem và là một cán bộ nhân sự tại Trường Công lập Minneapolis. Vào tháng 6 năm 2016, ông được bổ nhiệm làm giám đốc nhân sự tạm thời của Trường Thành phố Baltimore, tức là, giám đốc nhân sự, bởi CEO quận Sonja Santelises.
Ông đã bị chỉ trích bởi một số người ủng hộ giáo dục công cộng vì đã tham gia vào chương trình Dạy cho nước Mỹ gây tranh cãi và hỗ trợ cho các trường hiến chương.